# Magos, Espadas y Rosas
Magos, Espadas y Rosas è il secondo album studio della band heavy metal argentina Rata Blanca, pubblicato il 24 Aprile 1990 per la PolyGram.

## Tracce
1. La Leyenda del Hada y el Mago – 5:24
2. Mujer Amante – 6:05
3. El Beso de la Bruja – 4:19
4. Haz Tu Jugada – 6:22
5. El Camino del Sol – 9:28
6. Días Duros – 7:24
7. Por qué es tan difícil amar – 5:33
8. Preludio Obsesivo (Bonus track) – 3:40
9. Otoño Medieval (Bonus track) – 2:34

## Formazione
- Adrián Barilari - voce
- Walter Giardino - chitarra solista
- Sergio Berdichevsky - chitarra ritmica
- Guillermo Sanchez - basso
- Gustavo Rowek - batteria e percussioni
- Hugo Bistolfi - tastiera